# لیونل لابوردا
لیونل لابوردا (انگلیسی: Lionel Laborda؛ زادهٔ ۳ مارس ۱۹۹۹) بازیکن فوتبال است.
از باشگاه‌هایی که در آن بازی کرده‌است می‌توان به باشگاه فوتبال بوکا جونیورز اشاره کرد.